# Hadjatj

Hadjatj (ukrainska: Гадяч, uttal: [ˈɦɑdʲɐt͡ʃ]; ryska: Гадяч, Gadjatj; polska: Hadziacz), ibland skrivet Gadgatj, alternativt Hadyach, Gadyach, Gadiach, Haditch eller Gadjatj, är en provinsstad i Myrhorod rajon i Poltava oblast, i Ukraina.
Hadjatj ligger vid floden Psel och hade 23 172 invånare år 2021.

## Historik
- Orten fick stadsrättigheter år 1634.
- I Hadjatj slöts 1658 ett avtal mellan Zaporogkosackerna och det Polsk-litauiska samväldet om en anslutning av kosackerna till Polen.
- Kung Karl XII och den svenska armén tågade i december 1708  vidare från staden Romny till Hadjatj som redan hade ödelagts av ryssarna. Den stränga kylan och problemen med att försörja armén förmådde svenskarna att bryta upp från Hadjatj redan den 23 december och de drog vidare till den närbelägna staden Vepryk.[2][4]